# دوبژلین
دوبژلین (به لهستانی:  Dobrzelin) یک روستا در لهستان است که در گمینا ژخلین واقع شده‌است. دوبژلین ۱٬۴۰۰ نفر جمعیت دارد.